# Taoismo na Coreia
O Taoismo foi introduzido na Coreia durante o período dos Três Reinos e é até hoje um elemento pouco predominante, porém significativo, da filosofia coreana. Apesar de não ter suplantado o budismo e o confucionismo, ele permeou todas as camadas sociais coreanas e integrou-se com o animismo nativo, da mesma forma que integou-se com templos, cerimônias e instituições budistas e confucionistas.